# Лява маргинална вена
Лявата маргинална вена (на латински: vena marginalis sinistra) е със значителен размер и изкачва край левия ръб на сърцето. Тя е клон на голямата сърдечна вена. Голяма сърдечна вена получава разклонения от ляво предсърдие и от двете камери.